# 田代岳
田代岳（たしろだけ）は、秋田県大館市にある標高1,178mの休火山。田代岳県立自然公園の中心をなす。

## 地理
大館市北西部、青森県との県境近くに位置し、白神山地に属する。雷岳（らいだけ、1,128m）、烏帽子岳（えぼしだけ、1,133m）、茶臼岳（ちゃうすだけ、1,086m）と連峰を形成する成層火山である。主山体は60万年前から47万年前までの火山活動により形成されたが、約3.6-1.55万年前の間にも赤倉沢上流の馬蹄形地形を噴出源とする大規模な噴火 (噴出量0.7km3)が発生し、南麓に火砕流が堆積した。
低層部にはブナ林が、9合目付近の高層部には「雲上のアラスカ庭園」と呼ばれる高層湿原が形成され、120を超す数の池塘が散在する。高山植物の生息地であることから、多くの登山客に親しまれている。
上の写真では、頂上部の平らな山が田代岳である。平らな部分には高層湿原があり、山頂はその左にある。山頂の一つ左にある峰が雷岳で、さらにその左の峰が烏帽子岳である。

## 伝説
山頂の田代山神社は、創建年代は不明であるが、近江国比良山比良明神を本社とし、社伝古記によれば古代の鎮座を伝え、仁寿2年円仁慈覚大師が再興、弘長2年以前綴子神宮寺開基常覚院を再建し、建武元年陸奥兼出羽守北畠顯家卿山麓の長慶金山を開発稼行当社を再建し、宝暦10年佐竹藩鉱山取締山師伊多波武助（新士分、伊勢国出身、岩瀬住）金山再開発当社を再建した。
山頂の田代山神社は円仁（慈覚大師）の創建とも、比内地方の修験道として先駆的地位にあった綴子村の常覚院の開基とも言われている。
また「津軽の猟師彦之丞が獲物を追って田代岳山頂まで来たところ、そこで水田を発見する。呆然としているところに白衣白髭白髪の翁が現れる。この翁を白髭大神として祀ったのが、田代山神社の始まり」とも語られている。大館市の旧正月行事であるアメッコ市は、田代岳の白髭大神が飴を買いに来たという設定になっている。
田代岳は山そのものが神体で、山神、田神、水ノ神、作神など農民の暮らし全ての守り神がいるところとされる。
田代山山頂の田代山神社は南北朝時代に北畠顕家が建立したとされる。また、江戸時代には秋田藩の御用山師である伊多波武助が長慶金山の開発の成功を願って神社を建立したとも伝えられている。

## 観光

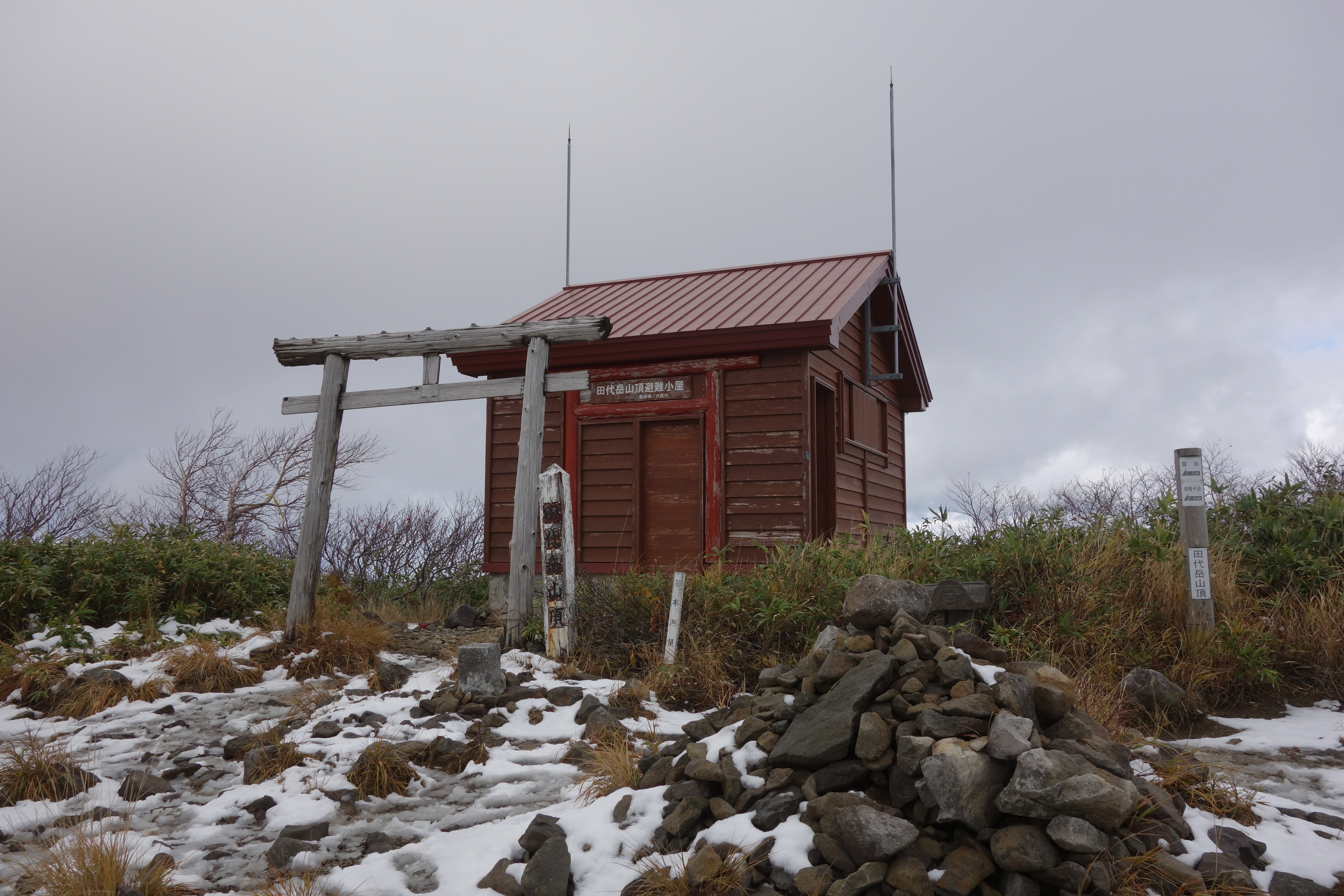
田代岳山頂の田代山神社

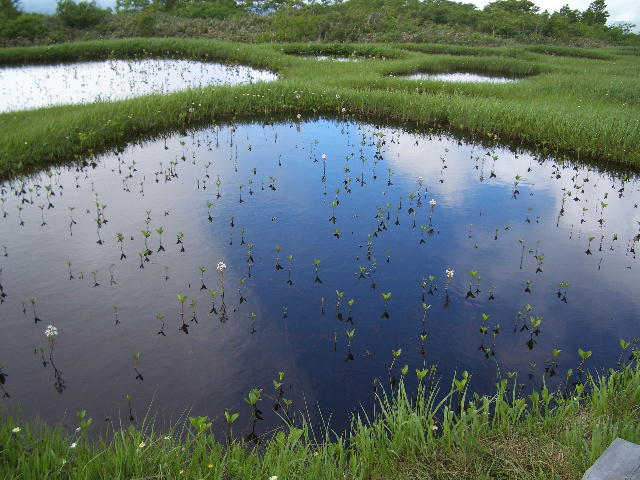
9合目の高層湿原と高山植物ミツガシワ

田代岳を中心に、米代川の支流である岩瀬川の早口沢・岩瀬沢の大川目渓流一帯1,855haが「田代岳県立自然公園」に指定されている（指定は1975年1月11日）。9合目の高層湿原には木道が整備され、ハイキングコースとして親しまれている。
田代岳は、古くから水田信仰の山である。山頂にある田代山神社には五穀豊穣の神「白髭直日神」が祀られ、毎年半夏生の日（7月2日ごろ）には例祭が催される。例祭の祭事として行われる「作占い」では、池塘を神の田とし、そこに自生するミツガシワやミネハリイを稲に見立てて、その生育具合や池塘の水の張り具合などからその年の稲作の豊凶を占う。同時に行われる「サンゴうち」と呼ばれる神事では、早生・中手・晩生を表す3枚の5円玉に和紙のこよりを通して作った長さ20cmのペンダントを池塘に投げ込み、その沈み方から作況を占う。
昔は、九号目から山頂までに生えている細い木を折り小さく束ねて持ち帰り、束のまま神棚に供えて豊作を祈ったとされる。水田の水口に入れると虫除けになったとも言われる。この木の束は、山に登らなかった人への土産として喜ばれたとも言われる。
田代山神社は天正年間の創建とされる。作占いの神事は、江戸時代半ばには行われていたとの見方もあり、1992年（平成4年）に秋田県の選択無形民俗文化財に選択された。
田代山神社は2016年（平成28年）の強風で損壊し解体されたため、現在は避難小屋になっている。

### みどころ
- 岩瀬川渓流
- 糸滝 - 山瀬ダムのダム湖である五色湖よりも上流にある滝。
- 五色の滝 - 糸滝よりもさらに上流にある高さ10m、幅35mの滝。さらに奥にある荒沢登山口の傍に三菱重工業の田代ロケット燃焼試験場がある（立入・見学不可）。
- 十の瀬山 - 岩瀬川に沿って田代岳の麓にある。ハンググライダーの離陸地として整備され、毎年9月に「十の瀬山ハンググライダー大会」が開催される。

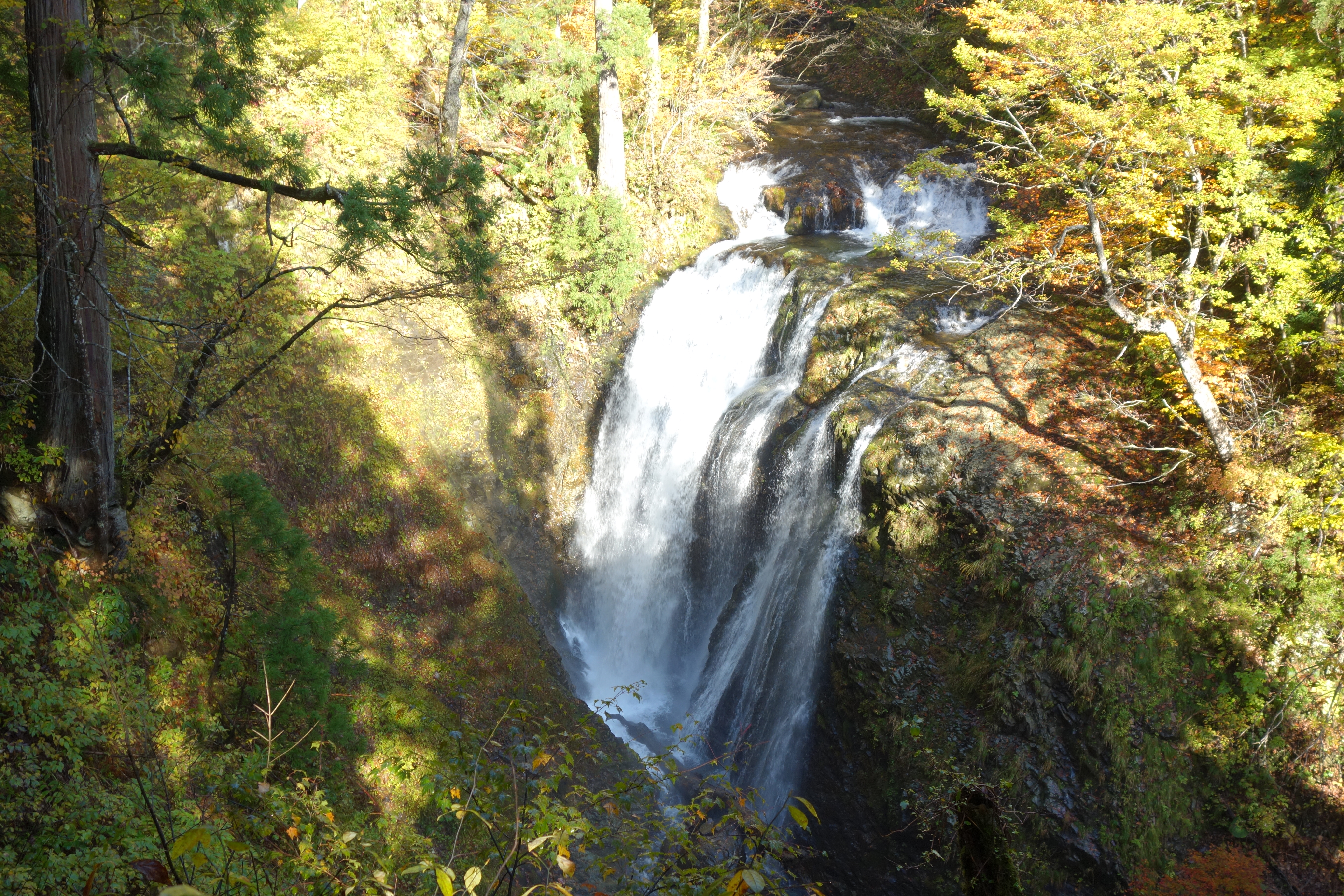
田代岳への登山口途中にある五色の滝
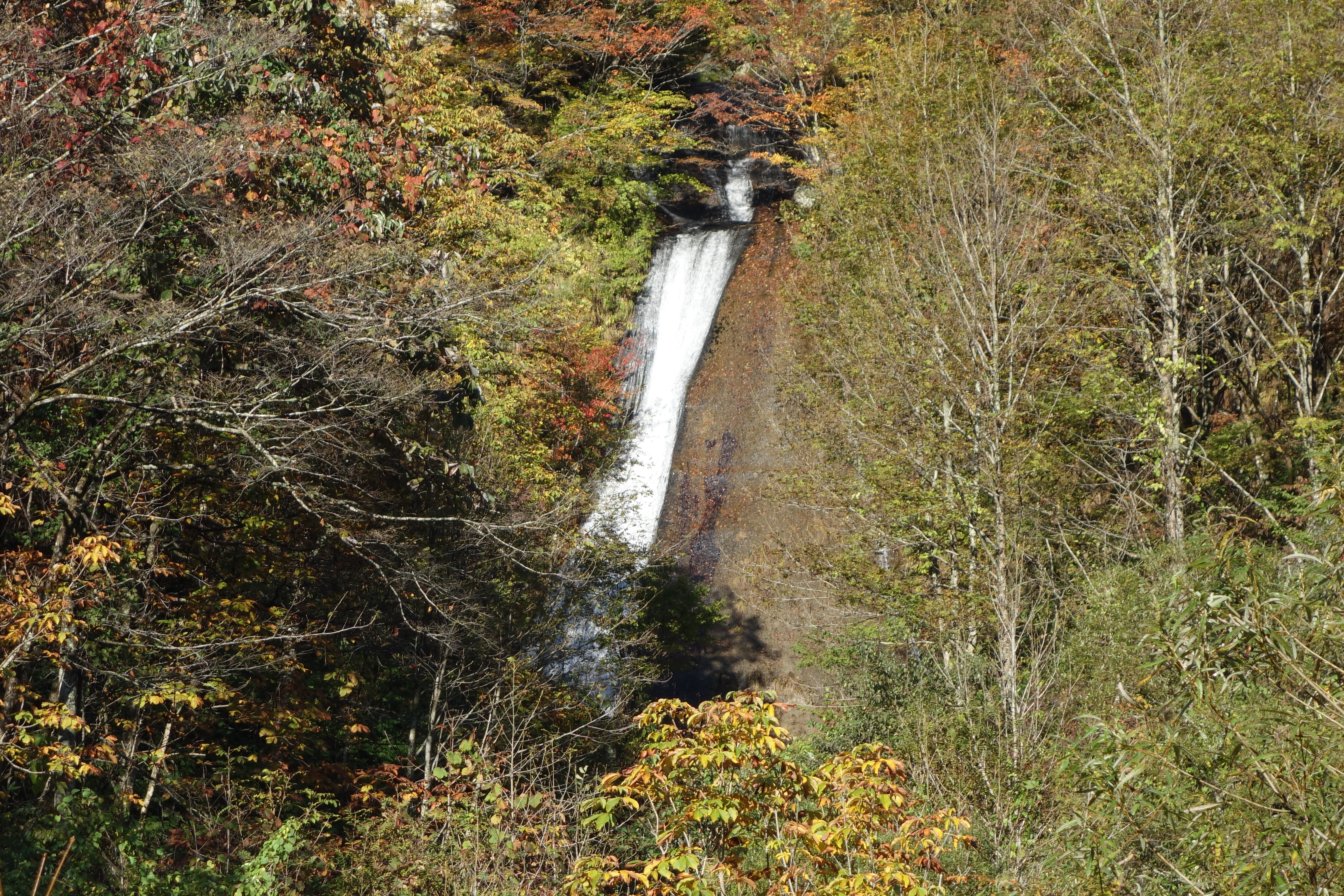
糸滝

### 避難小屋
避難小屋の役割を果たしていた田代山神社が2016年（平成28年）4月18日の強風で損壊し解体されたため、秋田県は、2018年（平成30年）10月、山頂の神社跡地に避難小屋を開設した。